# Karnak (Egypte)
Karnak (Arabisch: الكرنك, Al Karnak) is een tempelcomplex aan de oostoever van de rivier de Nijl ten noorden van Luxor in Egypte. Het complex is mogelijk het grootste religieuze bouwwerk ter wereld en de meest bezochte archeologische plaats in Egypte, na de Piramiden van Gizeh. In Karnak kunnen vier delen worden onderscheiden, elk gewijd aan een andere god. Slechts één is toegankelijk voor het publiek: het deel dat gewijd is aan Amon-Re.
Karnak onderscheidt zich van andere tempels doordat er zo lang door opeenvolgende farao's aan is gebouwd. De bouw begon in het Middenrijk onder Senoeseret I, ongeveer 1900 voor Chr., al stammen de grootste gebouwen uit het Nieuwe Rijk. Aan het hele project hebben 30 farao's meegedaan. Vooral de omvang en het aantal gebouwen van Karnak is overweldigend. Het nabij gelegen moderne dorp El-Karnak dankt zijn naam aan het complex.

## Tempelcomplex

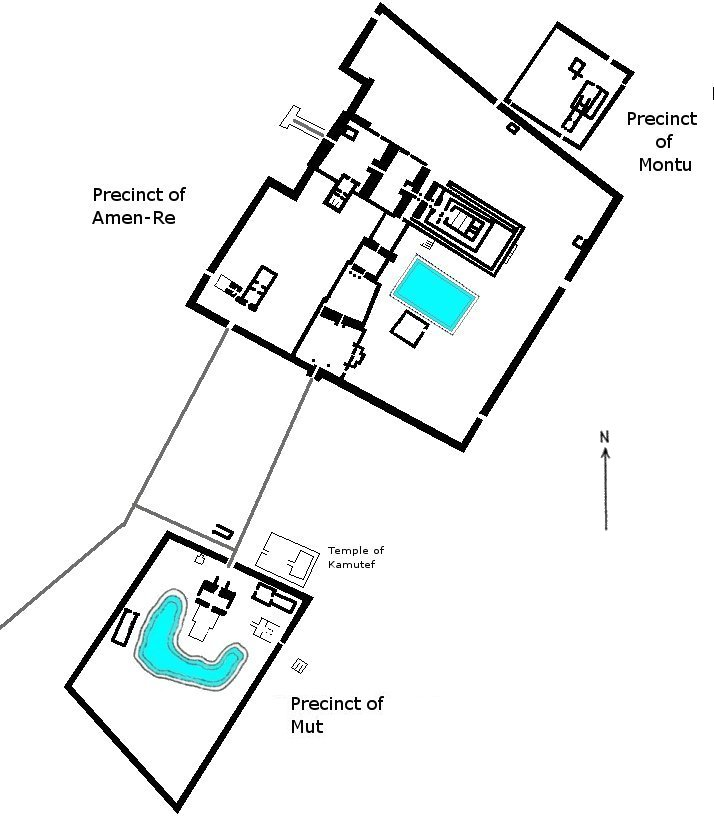
Een plattegrond van Karnak

Karnak bestaat uit een klein dorp en twee tempelcomplexen van Amon-re en Moet. Er bestaan buiten deze tempelcomplexen ook nog twee grote tempels namelijk die van Montoe en de resten van een Aton-tempel.

### Tempelcomplex van Amon-re
Dit tempelcomplex is groot met een enorme muur eromheen. Deze muur is gerenoveerd in het midden van het Nieuwe Rijk. Het tempelcomplex herbergt een heel grote tempel met 10 pylonen, een heilig meer en diverse kleinere tempels: Ptah, Chons en de Opet tempel. Verder zijn er kleinere historische gebouwen zoals: staatsieheiligdom van Ramses III, tempel van Seti II, Magazijn en een Oostelijke tempel.

### Tempelcomplex van Moet
Dit tempelcomplex is kleiner dan dat van Amon-re en gewijd aan de moedergodin Moet. Het heeft ook een muur eromheen en een heilig meer. Het herbergt de tempel van Kamoetef en van Chons. Een kleinere tempel van Nectanebo II en een van Thoetmosis III en Hatsjepsoet. Het complex is verbonden met het Amoncomplex via een dromos van sfinxen.

## Fotogalerij

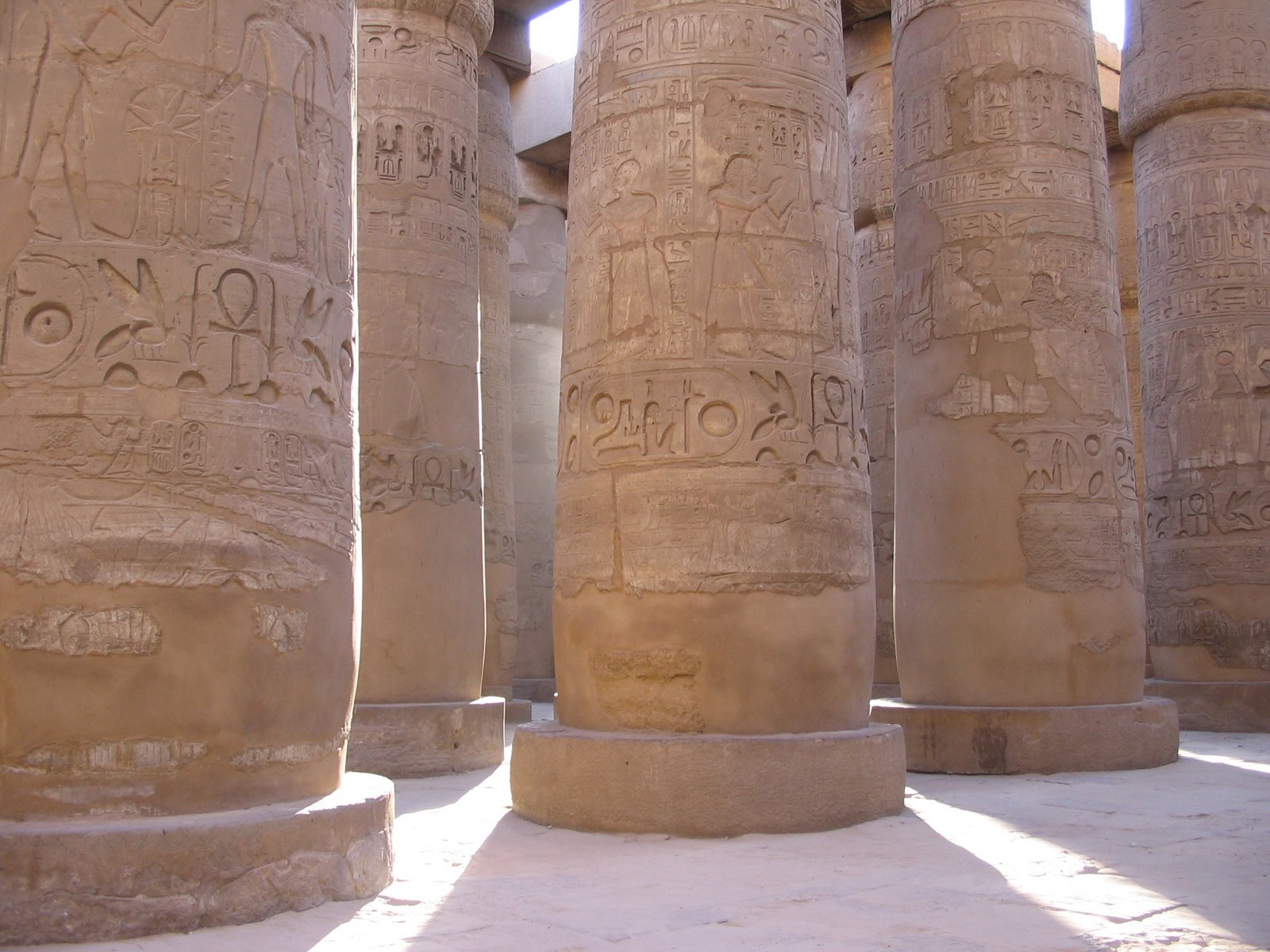
De grote zuilenzaal of hypostyle zaal
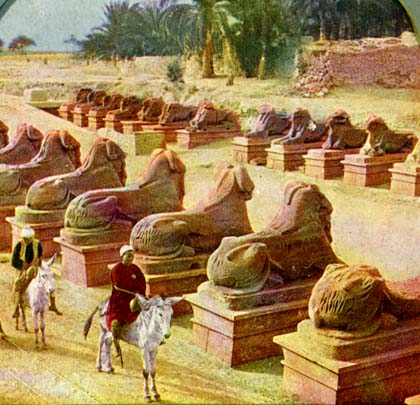
Een rij van sfinxen
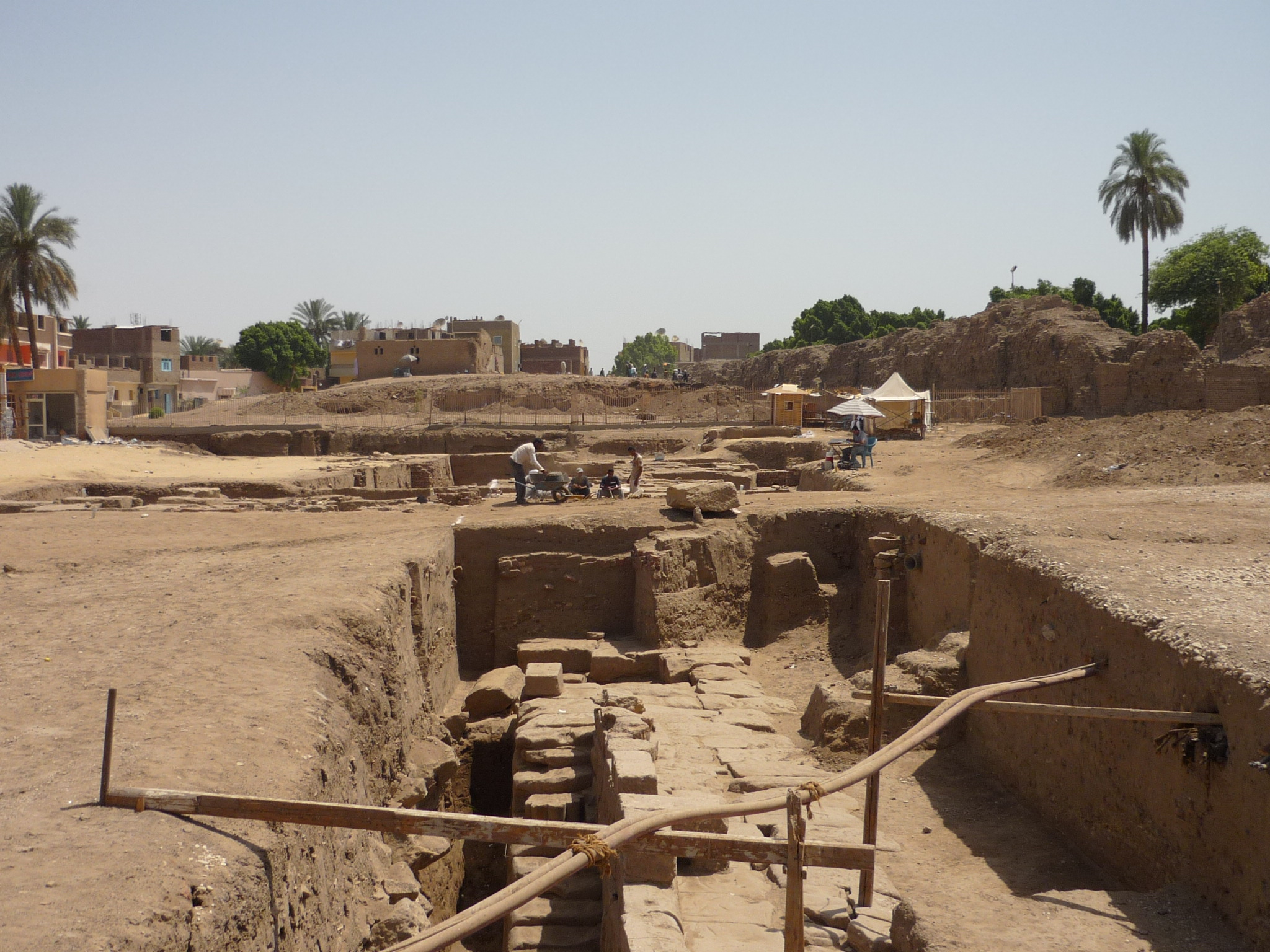
Tempel Amun-re